# Donald Carcieri
Donald Carcieri (ur. 16 grudnia 1942 w East Greenwich, Rhode Island) – amerykański polityk, członek Partii Republikańskiej, w latach 2003–2011 gubernator stanu Rhode Island. 
Ten gubernator jednego z najbardziej liberalnych stanów USA plasuje się na liberalnym skrzydle swej w większości konserwatywnej partii (jak jego koledzy partyjni z innych stanów Nowej Anglii: Mitt Romney z Massachusetts czy Jim Douglas z Vermont).